# Rhinaulax
Rhinaulax (лат.) — род цикадовых из семейства церкопиды (Cercopidae). Известно 3 вида. Афротропика.

## Этимология
Название рода происходит от сочетания греческих слов Greek: ῥίς, ῥῑνός (нос) + αὖλαξ (бороздка).

## Описание
Мелкие цикадовые насекомые. Среди трёх видов только Rhinaulax limbata, описанный французским энтомологом Виктором Синьоре в 1860 году (Signoret, 1860), обитает на Мадагаскаре. После его описания в дальнейшем только Якоби (1917) и Лаллеманд (1949) кратко упоминали этот вид в своих работах как присутствующий на Мадагаскаре на основе оригинального описания. Синьоре не указал ни конкретного материала, ни местонахождения типовых экземпляров, которые действительно, по-видимому, не были найдены, как предположил Якоби.

## Классификация
Известно 3 вида. Род был впервые выделен в 1843 году французскими энтомологами Жаном Батистом Амио и Жаном Гийомом Одине-Сервилем. Включен в состав трибы Rhinaulacini из подсемейства Cercopinae.
- Rhinaulax analis (Fabricius, 1794)
- Rhinaulax limbata Signoret, 1860
- Rhinaulax sericans Stål, 1856